# 上行同步
上行同步（Uplink Synchronization）所谓上行同步是指在同一小区中，使用同一时隙的不同位置的用户发送的上行信号同时到达基站接收天线，即同一时隙不同用户的信号到达基站接收天线时保持同步。目的是为了减小小区内用户间的上行多址干扰和多径干扰，增加小区容量和小区半径，从中国3G政策上来看，是为了使TD-SCDMA具有区别于cdma2000和WCDMA的专利，拥有自主知识产权。

## 基本原理
建立首先是通过在上行同步建立之前，UE必须利用DwPTS上的SYNC_DL信号 建立与当前小区的下行同步。在上行同步建立过程中，UE首先在特殊时隙UpPTS上开环发送UpPCH信号。UE根据路径损耗估计UE与Node B之间传输时间来确定上行初始发送定时，或者以固定的发送提前量来确定初始发送定时Node B在UpPTS上测量UE发送的UpPCH的定时偏差,然后转入闭环同步控制，Node B将UpPCH的定时偏差在下行信道FPACH上通知UE。UE调整定时偏差发送PRACH或上行DPCH，建立上行同步。